# Toepolev Tu-160

Tekening van het toestel

De Toepolev Tu-160 (Russisch: Туполев Tу-160) (NAVO-codenaam: Blackjack) is een zeer zware supersonische variabel geometrische strategische bommenwerper die in Kazan, Rusland, werd geproduceerd.
Het vliegtuig dat in grote lijnen lijkt op de Amerikaanse B-1B vloog voor het eerst op 19 december 1981. Het 184e luchtmachtregiment van Oekraïne nam het toestel in 1987 in gebruik. De productie stopte in 1992 om economische redenen, maar werd later hervat. Op 30 december 2005 werd de bommenwerper officieel in dienst genomen van de Russische Luchtmacht en in totaal zijn er 36 exemplaren van gemaakt.
Het maximale startgewicht bedraagt 275.000 kg, de maximale vlieghoogte bedraagt 15 kilometer. Het toestel heeft een vluchtbereik van meer dan 12.000 km zonder bijtanken in de lucht en kan gedurende langere tijd een snelheid van Mach 2 aanhouden.
Tegenwoordig is de Toepolev Tu-160 in dienst in Rusland. Oekraïne had ook een aantal exemplaren, die werden in 1999 aan Rusland verkocht.
De enige basis waar de Tu-160 is gestationeerd is de vliegbasis Engels-2.

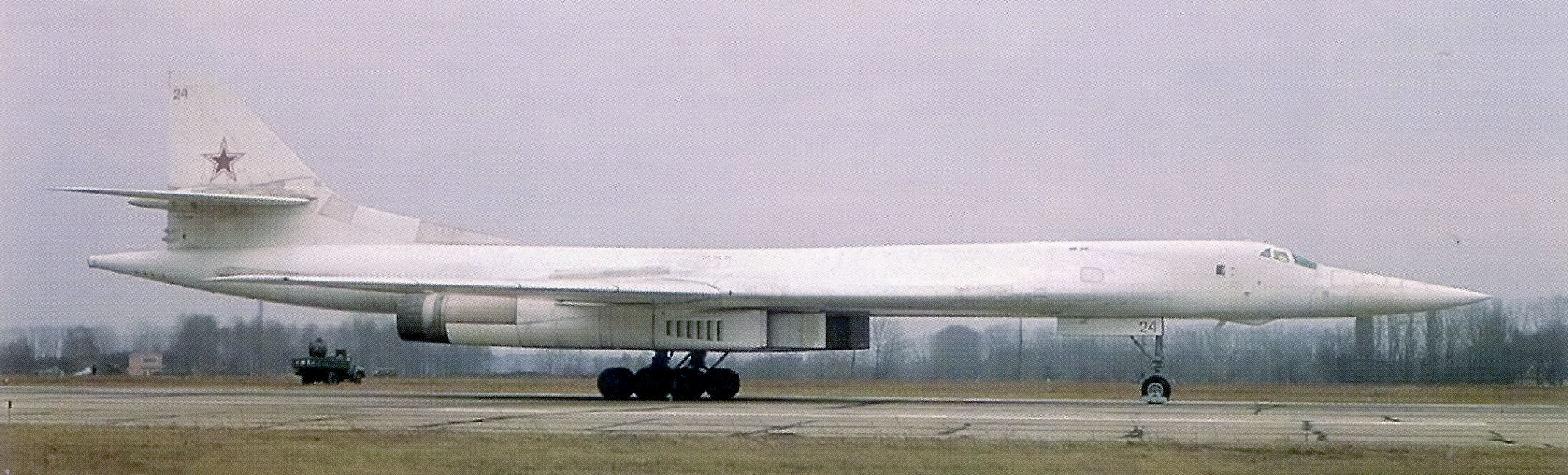
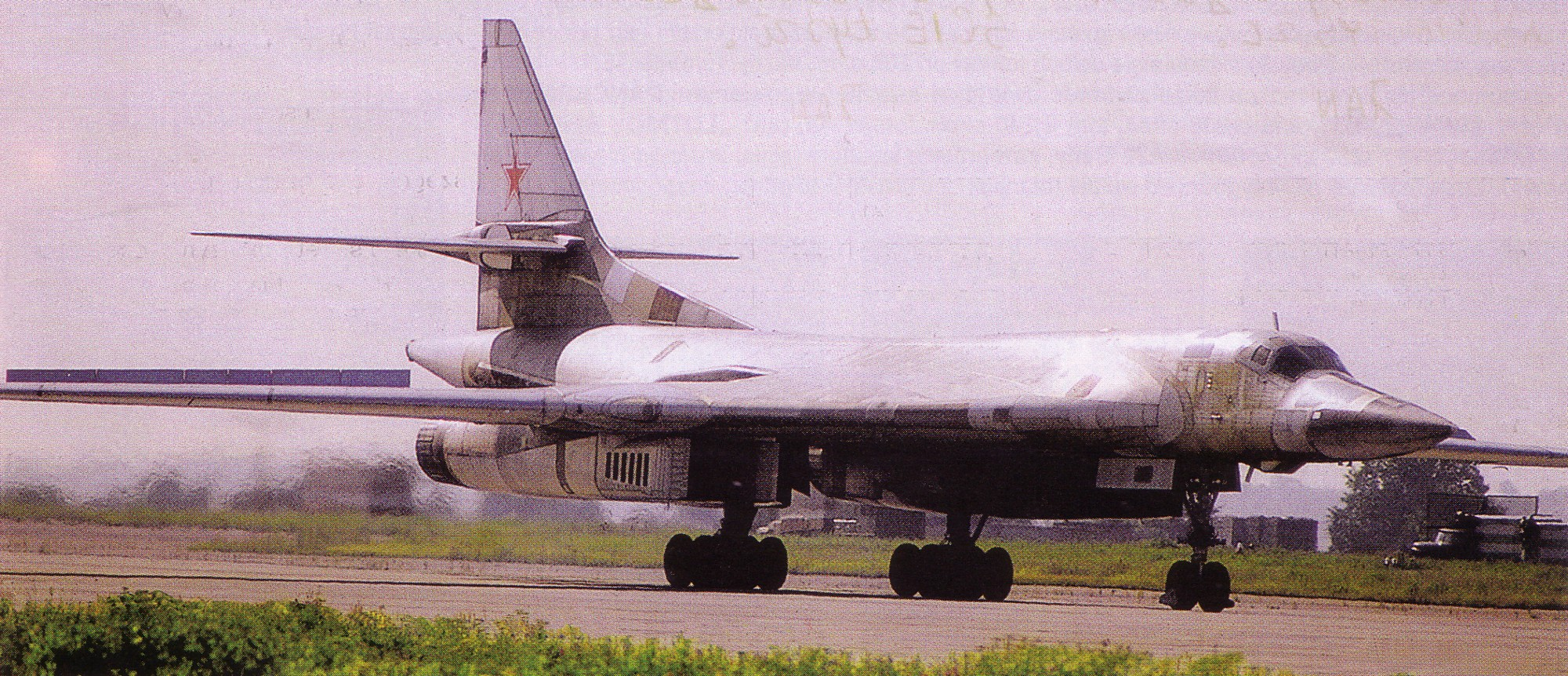
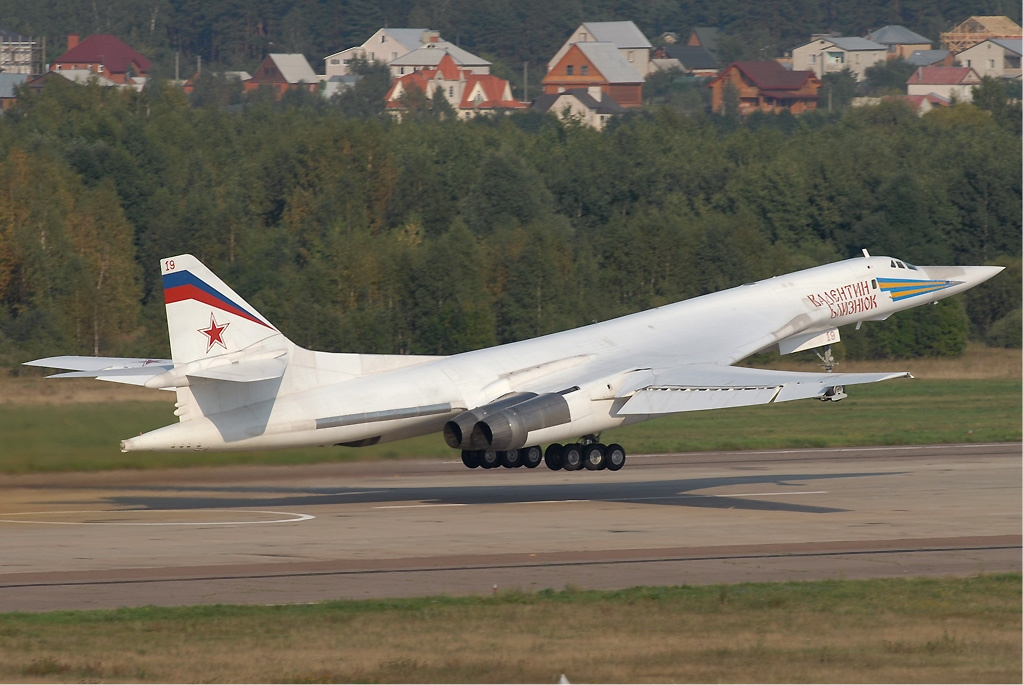